# Berliner Modell (Recht)
Das Berliner Modell (auch Berliner Räumung genannt) ist eine Methode zur Kostensenkung bei Zwangsräumungen, bei welcher der Hausrat nicht abtransportiert und verwahrt wird, sondern nur das Schloss ausgewechselt wird.

## Problemstellung
Bei der „klassischen“ Räumung der Wohnung gem. § 885 ZPO erfolgen Abtransport, Verwahrung und Verwertung/Vernichtung des Hausrats durch den Gerichtsvollzieher. Daher fallen neben den Gerichtsvollziehergebühren auch Speditions- und Lagerkosten an. Der Vermieter hat nach der Übergabe der Wohnung durch den Gerichtsvollzieher die Gegenstände zu verwahren. Ggf. muss er sie herausgeben (wenn unpfändbar) bzw. der Verwertung zuführen (wenn pfändbar). Die erforderlichen Kosten muss grundsätzlich der Mieter tragen. Der Vermieter haftet jedoch und muss einen entsprechenden Vorschuss leisten (im unten zitierten Bundesgerichtshof-Urteil ging es um 3.000 € Vorschuss für das Räumen der Wohnung). Aus der Pflicht zur Verwahrung des Räumgutes durch den Vermieter (§ 1215, § 1257 BGB) macht sich dieser bei Verlust des Inventars nach Räumung als Eigentumsverletzung schadensersatzpflichtig.

## Lösung über Vermieterpfandrecht
Demgegenüber übt der Vermieter bei der Berliner Räumung das Vermieterpfandrecht gem. § 562 BGB an allen in der Wohnung befindlichen Gegenständen aus. Vom Gerichtsvollzieher wird nur die Herausgabe der Wohnung verlangt, in der Praxis also nur das Schloss ausgewechselt. Damit entfallen die Kosten für Transport und Einlagerung des Hausrats. Ziel ist zudem, den Kostenvorschuss und die Gerichtsvollziehergebühren zu vermindern. 
Die Vorgehensweise ist durch BGH-Urteil bestätigt:
Der Gläubiger kann die Zwangsvollstreckung nach § 885 ZPO auf eine Herausgabe der Wohnung beschränken, wenn er an sämtlichen in den Räumen befindlichen Gegenständen ein Vermieterpfandrecht geltend macht. Auch wenn in einem solchen Fall Streit zwischen den Parteien des Vollstreckungsverfahrens nach § 885 ZPO darüber besteht, ob alle beweglichen Sachen des Schuldners von dem Vermieterpfandrecht erfasst werden, hat der Gerichtsvollzieher nicht eine Räumung der Wohnung nach § 885 Abs. 2 bis 4 ZPO vorzunehmen.
Der Name „Berliner Modell“ stammt von zahlreichen Rechtsprechungsnachweisen aus dem Berliner Raum. Dort ist die Anwendung aufgrund der besonderen Struktur, welche durch finanzschwache Bürger und zeitweise großen Wohnungsleerstand geprägt war, besonders verbreitet. Für diesen Problemkreis bietet sich die Anwendung an, da das potentielle Problem bei der Anwendung in:
- nicht der Pfändung unterliegenden Gegenständen
- dem Bestreiten des Pfandrechtes durch den Mieter

liegt. Die Situation stellt sich bei typischen Mietnomaden jedoch anders dar.

## Gesetzliche Regelung seit 2013
Das Berliner Modell ist in vereinfachter Form als beschränkter Vollstreckungsauftrag seit dem 1. Mai 2013 in § 885a ZPO kodifiziert. Die Vorschrift erlaubt es, den Vollstreckungsauftrag zu beschränken. Zur Beweissicherung hat der Gerichtsvollzieher dabei die frei ersichtlichen beweglichen Sachen zu dokumentieren, die sich in der Wohnung befinden, obwohl sich auf sie der Vollstreckungsauftrag nicht bezieht. Die Sachen sind anschließend zu verwahren, mit Ausnahme von Gegenständen, die der ehemalige Mieter offensichtlich nicht zurückerhalten will (Abfall etc.). Die Haftung des Vermieters ist in dieser Zeit auf Vorsatz und grobe Fahrlässigkeit beschränkt. Wie der Gerichtsvollzieher (s. o.) hat auch der Vermieter unpfändbare Sachen auf Verlangen herauszugeben. Nach Ablauf der gesetzten Frist kann er hinterlegungsfähige Sachen wie Echtschmuck oder Wertpapiere bei der Hinterlegungsstelle des zuständigen Amtsgerichts hinterlegen lassen und hinterlegungsunfähige Gegenstände wie Hausrat gemäß § 383 Abs. 3 BGB wegen Annahmeverzug durch einen allgemein öffentlich bestellten, vereidigten Versteigerer im Wege der öffentlichen Versteigerung verwerten lassen.
Mit der Inbesitznahme der Wohnung ist das Vollstreckungsverfahren beendet, auch wenn sich noch bewegliche Gegenstände des Schuldners in der Wohnung befinden.